# Pedro Sousa
Pedro Sousa (* 27. Mai 1988 in Lissabon) ist ein ehemaliger portugiesischer Tennisspieler.

## Karriere
Pedro Sousa spielte hauptsächlich auf der ATP Challenger Tour und der ITF Future Tour. Er feierte drei Einzel- und fünf Doppelsiege auf der Future Tour. Am 18. November 2013 stand er im Einzel erstmals in den Top 200 der Weltrangliste (Rang 199).
Sein Debüt im Einzel auf der ATP World Tour gab er im April 2007 bei den Estoril Open, wo er eine Wildcard für das Hauptfeld erhielt, dort jedoch in der ersten Runde an Igor Kunizyn scheiterte. Sein nächster Auftritt auf der World Tour folgte 2011 beim Estoril Open, als er sich für das Hauptfeld qualifizieren konnte, dort jedoch in der ersten Hauptrunde an Juan Martín del Potro knapp in drei Sätzen scheiterte. In den Jahren 2012 und 2013 verlor er, jeweils mit einer Wildcard ausgestattet, ebenfalls seine Auftaktpartien beim Estoril Open.
Seinen ersten Auftritt auf World-Tour-Level hatte er zusammen mit Gastão Elias, mit dem er ein Doppel bildete, im April 2007 ebenfalls beim Estoril Open. Dort erreichten die beiden nach einem "walkover" in der ersten Runde das Viertelfinale, wo sie gegen Marcelo Melo und André Sá mit 5:7 und 3:6 verloren. Der nächste Doppelauftritt folgte 2009 abermals beim Estoril Open, wobei er dieses Mal an der Seite von João Sousa glatt verlor. 2010 spielte er in Estoril an der Seite von Leonardo Tavares, mit dem völlig überraschend das Halbfinale erreichte, das sie gegen Pablo Cuevas und Marcel Granollers verloren. Auch 2011–2013 erhielt er jeweils eine Wildcard, konnte aber, mit wechselnden Doppelpartnern, keine Hauptrundenpartie siegreich beenden.
Pedro Sousa spielte seit 2006 für die portugiesische Davis-Cup-Mannschaft. Für diese hat er nach fünf Begegnungen eine Bilanz von 4:1 im Einzel und von 1:0 im Doppel aufzuweisen.

## Erfolge
| Legende (Anzahl der Siege)  |
| Grand Slam                  |
| ATP World Tour Finals       |
| ATP World Tour Masters 1000 |
| ATP World Tour 500          |
| ATP World Tour 250          |
| ATP Challenger Tour (8)     |

### Einzel

#### Turniersiege
| Nr. | Datum             | Turnier             | Belag    | Finalgegner          | Ergebnis       |
| --- | ----------------- | ------------------- | -------- | -------------------- | -------------- |
| 1.  | 30. April 2017    | Francavilla al Mare | Sand     | Alessandro Giannessi | 6:3, 7:63      |
| 2.  | 6. August 2017    | Liberec             | Sand     | Guilherme Clezar     | 6:4, 5:7, 6:2  |
| 3.  | 3. September 2017 | Como                | Sand     | Marco Cecchinato     | 1:6, 6:2, 6:4  |
| 4.  | 13. Mai 2018      | Braga               | Sand     | Casper Ruud          | 6:0, 3:6, 6:3  |
| 5.  | 12. August 2018   | Pullach             | Sand     | Jan-Lennard Struff   | 6:1, 6:3       |
| 6.  | 23. Juni 2019     | Blois               | Sand     | Kimmer Coppejans     | 4:6, 6:3, 7:64 |
| 7.  | 18. August 2019   | Meerbusch           | Sand     | Peđa Krstin          | 7:64, 4:6, 6:3 |
| 8.  | 6. Dezember 2020  | Maia                | Sand (i) | Carlos Taberner      | 6:0, 5:7, 6:2  |

#### Finalteilnahmen
| Nr. | Datum            | Turnier      | Belag | Finalgegner | Ergebnis |
| --- | ---------------- | ------------ | ----- | ----------- | -------- |
| 1.  | 16. Februar 2020 | Buenos Aires | Sand  | Casper Ruud | 1:6, 4:6 |